# Tuberarcturus pallidoculus
Tuberarcturus pallidoculus är en kräftdjursart som beskrevs av Oleg Grigor'evich Kussakin och Galina S. Vasina 1998. Tuberarcturus pallidoculus ingår i släktet Tuberarcturus och familjen Antarcturidae. Inga underarter finns listade i Catalogue of Life.